# 쉬페르리그
쉬페르리그(튀르키예어: Süper Lig)는 튀르키예의 최상위 축구 리그이다. 튀르키예에서 가장 인기있는 스포츠 대회이며 튀르키예 축구 연맹의 주관하에 열리고 있다.
쉬페르 리그는 1959년에 나라 안의 여러 지역 리그를 통합하기 위한 시도로 만들어졌다. 시즌은 8월에 시작하여 이듬해 5월에 끝나고 12월에서 1월 사이에 한달간의 휴식 기간을 갖는다. 2020년까지 18개 팀은 각 팀마다 34경기씩 치렀었고 2020-21 시즌은 21개팀이 총 40경기씩 치렀으며 2021-22 시즌부터 20개팀이 총 38경기씩 치렀었다. 하위 3팀은 시즌 종료후 TFF 1. 리그로 강등하게 되었으며 2022-23 시즌에는 19개팀이 참가했다.
2008-09 시즌부터 1위 팀은 UEFA 챔피언스리그 본선 진출권을 얻게 되었고 2위 팀은 챔피언스리그 2차예선, 3위 팀은 UEFA 유로파리그 본선에, 4위 팀과 튀르키예 쿠파스(Türkiye Kupası, 튀르키예 컵대회) 우승 팀은 UEFA 유로파리그 3차예선 진출권을 받는다. 쉬페르 리그는 이스탄불에 연고지를 두고 있는 갈라타사라이 SK, 베식타시 JK, 페네르바흐체 SK 3팀이 주도권을 잡고 있으며 더비 매치가 있는 날이면 이스탄불에서 전쟁이 일어날 정도의 열기를 느낄 수 있다.
대한민국 선수로는 과거에 트라브존스포르 이을용이 있었다.

## 역사
튀르키예 축구는 19세기 말 테살로니키에 살던 영국인들로부터 전해졌다. 1904년 이스탄불에서 처음으로 이스탄불 축구 리그(Istanbul Football League)가 열려서 1904-05 시즌이 진행이 되었다. 첫 우승팀은 으모게네 FC(Imogene FC)였다. 1959년에 밀리 리그가 출범하기 전에는 각 지방에서 축구 리그가 펼쳐졌다. 에스키셰히르(1920)을 시작으로 앙카라(1923) 아다나(1923) 이즈미르(1923) 트라브존(1923) 카이세리(1936) 등의 지역 리그가 전국 각지에서 시작되었다. 프로화 전에도 이스탄불, 앙카라, 이즈미르의 팀들이 참가한 밀리 퀴메(Milli Küme Şampiyonası)가 1936년부터 1950년까지 열렸다. 페네르바흐체 SK가 6회 우승으로 최다 우승팀이 되었다.
리그의 전신이라 할 수 있는 연방컵 대회는(페데라시온 쿠파스, Federasyon Kupası) UEFA 챔피언스리그 참가팀을 가리기 위해 1956년 처음 개최되었으며 1956-57, 1957-58 시즌에만 열렸다. 1958년에는 밀리 리그 참가자격 예선전이 있었고, 1959년에 밀리 리그가 최초로 열렸다. 16개 팀아달레트(이스탄불), 알타이(이즈미르), 앙카라 귀지, 앙카라 데미르스포르, 베식타시(이스탄불), 베이코즈(이스탄불), 파티흐 카라귐뤼크(이스탄불), 페네르바흐체(이스탄불), 갈라타사라이(이스탄불), 겐츨레르비르리(앙카라), 쾨즈테페(이즈미르), 이스탄불스포르, 이즈미르스포르, 카르쉬야카(이즈미르), 베파(이스탄불)이 밀리 리그에 최초로 참가하였다. 2014-15 시즌 현재 베식타시, 페네르바흐체, 갈라타사라이, 겐츨레르비르리 만이 리그에 존속 중이다. 원년 우승팀은 페네르바흐체, 갈라타사라이의 메틴 오크타이가 33골로 초대 득점왕이 되었다. 첫 시즌에는 승강제가 실시되지 않았다.
2부 리그인 2.리그는 1963-64 시즌에 처음으로 실시됐다. 현재는 TFF 1. 리그로 알려져 있다. 2.리그가 시작되기 전에는 하위 3팀은 각 지역의 우승팀과 경기를 해 잔류 여부를 결정했다. 이 경기는 바라즈 게임(Baraj Games)이라고 불렸다. 7팀 중 3팀이 밀리 리그(Milli Lig)로 승격됐다. 2001년 1. 리그가 새롭게 개편되면서 기존의 1. 리그는 쉬페르리그로, 2. 리그는 1. 리그로 명칭을 바꿨다. 페네르바흐체와 갈라타사라이 간의 더비 경기는 쉬페르 리그에서 가장 치열한 더비 경기로 알려져 있다.

## UEFA 랭킹
| 랭킹 | 랭킹 | 랭킹 | 협회       | 계수    | 계수    | 계수    | 계수    | 계수    | 계수   |
| 2022 | 2021 | 변동 | 협회       | 2017–18 | 2018–19 | 2019–20 | 2020-21 | 2021–22 | 총합   |
| ---- | ---- | ---- | ---------- | ------- | ------- | ------- | ------- | ------- | ------ |
| 19   | 18   | +1   | 크로아티아 | 5.125   | 5.750   | 4.375   | 5.900   | 6.000   | 27.150 |
| 20   | 13   | -7   | 튀르키예   | 6.800   | 5.500   | 5.000   | 3.100   | 6.700   | 27.100 |
| 21   | 15   | -6   | 키프로스   | 7.000   | 6.125   | 5.125   | 4.000   | 4.125   | 26.375 |

## 참가 클럽팀
| 이스탄불알라니아스포르하타이스포르안탈리아스포르리제스포르아다나 데미스포르가지안테프기레순스포르괴즈테페알타이카이세리스포르코니아스포르시바스스포르트라브존스포르예니 말라티아스포르이스탄불 연고 팀 · 바샥셰히르 · 베식타쉬 · 페네르바체 · 갈라타사라이 · 카라귐뤼크 · 카심파샤 · class=notpageimage\| 쉬페르리그 2024–2025 참가 팀 위치 |

| 클럽명                    | 연고지       | 2023–24 순위            | 쉬페르 리그 첫 승격 시즌 | 쉬페르 리그 존속 연도 | 쉬페르 리그 최근 승격 시즌 | 시즌 우승 횟수 | 마지막 우승 연도 |
| ------------------------- | ------------ | ----------------------- | ------------------------ | --------------------- | -------------------------- | -------------- | ---------------- |
| 갈라타사라이 SK           | 이스탄불     | 1위                     | 1959                     | 58년                  | 1959                       | 20회           | 2014-15          |
| 페네르바흐체 SK           | 이스탄불     | 2위                     | 1959                     | 58년                  | 1959                       | 19회           | 2013-14          |
| 베식타시 JK               | 이스탄불     | 3위                     | 1959                     | 58년                  | 1959                       | 14회           | 2016-17          |
| 이스탄불 바샥셰히르 FK    | 이스탄불     | 4위                     | 2007-08                  | 8년                   | 2014–15                    | —              | —                |
| 트라브존스포르            | 트라브존     | 5위                     | 1974–75                  | 42년                  | 1974–75                    | 6회            | 1983-84          |
| 부르사스포르              | 부르사       | 7위                     | 1967–68                  | 47년                  | 2006–07                    | 1회            | 2009–10          |
| 메르신 이드마니우르두 SK  | 메르신       | 8위                     | 1967-68                  | 15년                  | 2014–15                    | —              | —                |
| 겐츨레르비를리이 SK       | 앙카라       | 9위                     | 1959                     | 44년                  | 1989–90                    | —              | —                |
| 가지안테프스포르          | 가지안테프   | 10위                    | 1979–80                  | 30년                  | 1990–91                    | —              | —                |
| 에스키셰히르스포르        | 에스키셰히르 | 11위                    | 1966–67                  | 30년                  | 2008–09                    | —              | —                |
| 아크히사르 벨레디예스포르 | 아크히사르   | 12위                    | 2012-13                  | 4년                   | 2012-13                    | —              | —                |
| 차이쿠르 리제스포르       | 리제         | 14위                    | 1979-80                  | 16년                  | 2013–14                    | —              | —                |
| 시바스스포르              | 시바스       | 15위                    | 2005–06                  | 11년                  | 2005–06                    | —              | —                |
| 카이세리스포르            | 카이세리     | 2014-15 TFF 1. 리그 1위 | 2004-05                  | 11년                  | 2015–16                    | —              | —                |
| 앙카라스포르              | 앙카라       | 2014-15 TFF 1. 리그 2위 | 2004-05                  | 6년                   | 2015–16                    | —              | —                |
| 안탈리아스포르            | 안탈리아     | 2014-15 TFF 1. 리그 5위 | 1982-83                  | 20년                  | 2015–16                    | —              | —                |

### 참고
1. 1 2 3 4 5 6  강등되지 않은 팀
2. 1 2 3 4  쉬페르 리그 원년 참가 팀

## 역대 우승

### 종합
| 클럽               | 우승 | 준우승 | 우승 연도 | 준우승 연도 |
| ------------------ | ---- | ------ | --- | --- |
| 갈라타사라이       | 24   | 13     | 1962, 1963, 1969, 1971, 1972, 1973, 1987, 1988, 1993, 1994, 1997, 1998, 1999, 2000, 2002, 2006, 2008, 2012, 2013, 2015, 2018, 2019, 2023, 2024 | 1957, 1958, 1959, 1961, 1966, 1975, 1979, 1986, 1991, 2001, 2003, 2014, 2021                                                       |
| 페네르바흐체       | 19   | 22     | 1959, 1961, 1964, 1965, 1968, 1970, 1974, 1975, 1978, 1983, 1985, 1989, 1996, 2001, 2004, 2005, 2007, 2011, 2014                               | 1960, 1962, 1967, 1971, 1973, 1976, 1977, 1980, 1984, 1990, 1992, 1994, 1998, 2002, 2006, 2008, 2010, 2012, 2013, 2015, 2016, 2018 |
| 베식타시           | 16   | 14     | 1957, 1958, 1960, 1966, 1967, 1982, 1986, 1990, 1991, 1992, 1995, 2003, 2009, 2016, 2017, 2021                                                 | 1963, 1964, 1965, 1968, 1974, 1985, 1987, 1988, 1989, 1993, 1997, 1999, 2000, 2007                                                 |
| 트라브존스포르     | 7    | 9      | 1976, 1977, 1979, 1980, 1981, 1984, 2022 | 1978, 1982, 1983, 1995, 1996, 2004, 2005, 2011, 2020                                                                               |
| 바샥셰히르         | 1    | 2      | 2020 | 2017, 2019 |
| 부르사스포르       | 1    | —      | 2010 | |
| 에스키셰히르스포르 | —    | 3      | | 1969, 1970, 1972 |
| 아다나스포르       | —    | 1      | | 1981 |
| 시바스스포르       | —    | 1      | | 2009 |

### 밀리 리그
| - 1959 - 페네르바흐체 SK - 1959/60 - 베식타시 JK - 1960/61 - 페네르바흐체 SK - 1961/62 - 갈라타사라이 SK - 1962/63 - 갈라타사라이 SK |

### 1.리그
| - 1963-64 - 페네르바흐체 SK - 1964-65 - 페네르바흐체 SK - 1965-66 - 베식타시 JK - 1966-67 - 베식타시 JK - 1967-68 - 페네르바흐체 SK - 1968-69 - 갈라타사라이 SK - 1969-70 - 페네르바흐체 SK - 1970-71 - 갈라타사라이 SK | - 1971-72 - 갈라타사라이 SK - 1972-73 - 갈라타사라이 SK - 1973-74 - 페네르바흐체 SK - 1974-75 - 페네르바흐체 SK - 1975-76 - 트라브존스포르 - 1976-77 - 트라브존스포르 - 1977-78 - 페네르바흐체 SK - 1978-79 - 트라브존스포르 - 1979-80 - 트라브존스포르 - 1980-81 - 트라브존스포르 | - 1981-82 - 베식타시 JK - 1982-83 - 페네르바흐체 SK - 1983-84 - 트라브존스포르 - 1984-85 - 페네르바흐체 SK - 1985-86 - 베식타시 JK - 1986-87 - 갈라타사라이 SK - 1987-88 - 갈라타사라이 SK - 1988-89 - 갈라타사라이 SK - 1989-90 - 베식타시 JK - 1990-91 - 베식타시 JK | - 1991-92 - 베식타시 JK - 1992-93 - 갈라타사라이 SK - 1993-94 - 갈라타사라이 SK - 1994-95 - 베식타시 JK - 1995-96 - 페네르바흐체 SK - 1996-97 - 갈라타사라이 SK - 1997-98 - 갈라타사라이 SK - 1998-99 - 갈라타사라이 SK - 1999-2000 - 갈라타사라이 SK - 2000-01 - 페네르바흐체 SK |

### 쉬페르 리그
| - 2001-02 - 갈라타사라이 SK - 2002-03 - 베식타시 JK - 2003-04 - 페네르바흐체 SK - 2004-05 - 페네르바흐체 SK - 2005-06 - 갈라타사라이 SK - 2006-07 - 페네르바흐체 SK - 2007-08 - 갈라타사라이 SK - 2008-09 - 베식타시 JK - 2009-10 - 부르사스포르 - 2010-11 - 페네르바흐체 SK | - 2011-12 - 갈라타사라이 SK - 2012-13 - 갈라타사라이 SK - 2013-14 - 페네르바흐체 SK - 2014-15 - 갈라타사라이 SK - 2015-16 - 베식타시 JK - 2016-17 - 베식타시 JK - 2017-18 - 갈라타사라이 SK - 2018-19 - 갈라타사라이 SK - 2019-20 - 이스탄불 바샥셰히르 FK - 2020-21 - 베식타시 JK |

## 선수 기록

### 최다골
| 순위 | 선수명          | 골  | 출장 | 경기당 골 |
| ---- | --------------- | --- | ---- | --------- |
| 1    | 하칸 쉬퀴르     | 249 | 489  | 0.51      |
| 2    | 탄주 촐락       | 240 | 281  | 0.85      |
| 3    | 하미 만디라리   | 219 | 476  | 0.46      |
| 4    | 메핀 오크타이   | 217 | 258  | 0.84      |
| 5    | 아예쿠트 코자만 | 200 | 360  | 0.58      |
| 6    | 페야즈 우차르   | 191 | 376  | 0.51      |
| 7    | 부라크 이을마즈 | 188 | 327  | 0.57      |
| 8    | 세르칸 아이쿠트 | 188 | 336  | 0.26      |
| 9    | 우무트 불르트   | 163 | 515  | 0.31      |
| 10   | 페브지 젬젬     | 146 | 305  | 0.48      |

2021년 5월 11일 기준 (볼드체는 현역 선수)

### 최다 출장
| 순위 | 선수              | 출장 횟수 | 연도                 |
| ---- | ----------------- | --------- | -------------------- |
| 1    | 우무트 불르트     | 515       | 1999–2011, 2012–     |
| 2    | 오우즈 체틴       | 503       | 1981–2000            |
| 3    | 르자 찰름바이     | 494       | 1980–1996            |
| 4    | 하칸 쉬퀴르       | 489       | 1987–2000, 2003–2008 |
| 5    | 하미 만디라리     | 476       | 1984–1998, 1999–2003 |
| 6    | 케말 일디림       | 475       | 1976–1995            |
| 7    | 메흐메트 나스     | 447       | 1997–2014            |
| 8    | 레제프 체틴       | 437       | 1984–2001            |
| 9    | 뮈자트 예트키네르 | 429       | 1979–1995            |
| 10   | 뷜렌트 코르크마즈 | 428       | 1988–2005            |

2021년 5월 11일 기준 (볼드체는 현역 선수)
모든 선수는 튀르키예 국적이다.

## 같이 보기
- 카든라르 1. 푸트볼 리기